# Taisuke Nakamura
Taisuke Nakamura (中村 太亮, Nakamura Taisuke) est un footballeur japonais né le 19 juillet 1989 à Kyoto. Il évolue au poste d'ailier gauche ou d'arrière gauche.

## Biographie
Taisuke Nakamura commence sa carrière professionnelle au Kyoto Sanga. En 2012, il est prêté à l'Albirex Niigata.

## Palmarès
- Finaliste de la Coupe du Japon en 2011 avec le Kyoto Sanga